# Куантико (телесериал)
«Куа́нтико», также известный как «Ба́за Куантико» (англ. Quantico) — американский телевизионный сериал, вышедший на ABC в сезоне 2015—2016 годов. Сериал транслировался по воскресеньям в десять вечера после другой новинки канала, «Кровь и нефть», начиная с 27 сентября 2015 года. В центре сюжета находится группа молодых новобранцев ФБР, один из которых тайно является террористом, которые проходят обучение на базе Куантико в штате Виргиния.
15 мая 2017 года телесериал был продлён на третий сезон, который будет состоять из 13 эпизодов.
11 мая 2018 года сериал был закрыт после третьего сезона.

## Сюжет
Алекс Пэрриш, бывший новичок ФБР, становится главной подозреваемой в организации теракта на Центральном вокзале Нью-Йорка, где её арестовывают за измену. В воспоминаниях она и другие агенты (у каждого свои причины для поступления в бюро) тренируются в Академии ФБР. Первый сезон повествует о её отношениях с друзьями, в то время как она подаётся в бега и пытается доказать свою невиновность. Во втором сезоне Алекс была уволена из ФБР (в воспоминаниях она работает под прикрытием ФБР в качестве новобранца ЦРУ). Сюжет вращается вокруг саммита G-20 в Нью-Йорке, где террористическая группировка «Фронт освобождения граждан» берёт в заложники всех находящихся в здании. Через две недели после захвата заложников, Клэр Хаас и директор ЦРУ Мэттью Кейз образуют тайную целевую группу ЦРУ-ФБР (возглавляемую Клэем Хаасом), чтобы разоблачить восемь заговорщиков, которые тайно участвовали в захвате заложников.

## Актёры и персонажи

### Основной состав
- Приянка Чопра — Алекс Пэриш, многообещающий агент ФБР, которая становится главной подозреваемой в подрыве «Гранд Централ» в Нью-Йорке. После обвинений уходит в подполье, чтобы найти настоящих преступников и очистить своё имя. В конце первого сезона была якобы уволена из ФБР и стала работать на ЦРУ под прикрытием для обнаружения преступной ячейки УРЦ. Во втором сезоне участвует в миссии по спасению участников съезда G20. В ходе операции Алекс узнаёт о жёстких дисках со всеми разведданными по каждой стране-участнице, которые и стали истинной целью террористов.
- Джейк Маклафлин — Райан Бут, секретный агент, подосланный в Куантико в качестве агента ФБР, которому было поручено следить за Алекс Пэриш, но он в неё влюбился. Там он берёт на себя роль Миранды в качестве консультанта персонала. После завершения подготовки в ЦРУ и тайной миссии в тренировочном лагере, он примыкает к террористической группе «Фронт освобождения граждан». Неизвестно, что мотивировало его присоединиться к группе.
- Джош Хопкинс — агент ФБР Лиам О’Коннор. Был понижен в должности и стал преподавать в академии ФБР. Был роман с Мирандой Шоу. Он и отец Алекс окончили академию несколько лет назад. Одна из первых их операций провалилась, в ней погибли 200 человек. Провёл одну ночь с Алекс. Был убит Алекс и Райаном. (сезон 1)
- Онжаню Эллис — директор «Куантико» Миранда Шоу, помощник директора Академии ФБР «Куантико», директор по вопросам учебной программы и наставник Алекс. Была уволена из академии после рассекречивания информации с участием практиканта, Райана Бута. В конце первого сезона Миранда назначена заместителем директора ФБР. В будущем она показана как представитель террористической группировки «Фронт освобождения граждан».
- Ясмин Эл Массри — Нима Амин / Рейна Амин, близнецы, завербованные Мирандой, выдающие себя за одного человека, Ниму. Агрессивная и нерелигиозная Нима отчаянно хочет стать спец-агентом, но не совсем готова по физическим и психологическим показателям. В то время как Рейна, более религиозная, лучше подходит для этой роли. В будущем, Нима и Рейна работают под прикрытием в террористической ячейке. Позже, Нима работает в качестве агента в Нью-Йорке, в то время как Рейна покинула ФБР из за эмоциональной травмы. Рейна первоначально переехала домой в Детройт, штат Мичиган, но позже стала дипломатическим переводчиком высокого уровня, а Нима осталась в ФБР. В будущем, Нима присоединяется к террористической группе «Фронт освобождения граждан».
- Джоанна Брэдди — Шелби Уайтт, лучшая подруга Алекс и отличный стрелок. У неё богатая семья, владеющая несколькими корпорациями. Родители Шелби якобы были убиты во время террористического акта 11 сентября 2001 года, что мотивировало её присоединиться к ФБР, чтобы в будущем предотвращать теракты. Позже выяснилось, что её родители подделали свою смерть, после невольной продажи программного обеспечения как оружия талибам. После скандала, её увольняют из ФБР. В конце первого сезона Миранда восстанавливает Шелби в качестве агента.
- Тейт Эллингтон — Саймон Ашер. Он еврей по национальности. Увлечен Нимой и Рейной, которые обнаруживают, что он провел большую часть своей жизнь в Секторе Газа. Саймона официально выгнали из Куантико, после чего он попал в руки террористов. В конце первого сезона жертвует собой ради команды, сбрасывая бомбу с моста. (сезон 1)
- Грэм Роджерс — Калеб Хаас, тренировавшийся в качестве аналитика в Академии. Первоначально пробовался на роль агента, но провалил задание. Позже он был восстановлен в качестве стажёра-агента. С развитием событий, он переходит учиться в Калифорнийский университет в Беркли. (1 сезон)
- Анабель Акоста — Натали Васкес, бывшая соперница Алекс в Академии и в борьбе за сердце Райана. В событиях, произошедших после взрыва бомбы показано, что она стала агентом ФБР и является одним из агентов, кто охотится на Алекс. Вскоре после того, как Натали помогает Алекс обнаружить настоящего террориста, её подрывают на складе. (сезон 1)
- Рассел Тови — Гарри Дойл, загадочный персонаж, смахивающий на Томаса Крауна. (сезон 2)
- Перл Туси — Дайана Мампаси, дисциплинированный адвокат, которая работает на своих родителей в фирме в Бостоне. (2 сезон)
- Блэр Андервуд — Оуэн Холл, привлекательный и умный сотрудник ЦРУ, который обучает молодых оперативников. (сезон 2)
- Хантер Пэрриш — Клэй Хаас, брат Калеба Хааса

### Второстепенный состав
- Рик Коснетт — Элиас Харпер
- Джейсон Луке — Чарли Шоу, сын Миранды
- Анна Хайа — Сита Пэриш, мать Алекс
- Джейкоб Артист — Брэндон Флетчер

## Список эпизодов
| Сезон | Сезон | Эпизоды | Оригинальная дата выхода | Оригинальная дата выхода | Рейтинг Нильсена | Рейтинг Нильсена |
| Сезон | Сезон | Эпизоды | Премьера сезона          | Финал сезона             | Ранк             | Зрители (в млн.) |
| ----- | ----- | ------- | ------------------------ | ------------------------ | ---------------- | ---------------- |
|       | 1     | 22      | 27 сентября 2015         | 15 мая 2016              | 55               | 8,05             |
|       | 2     | 22      | 25 сентября 2016         | 15 мая 2017              | 99               | 4,53             |
|       | 3     | 13      | 26 апреля 2018           | 3 августа 2018           | TBA              | TBA              |

### Сезон 1 (2015-16)
| № общий | № в сезоне | Название                   | Режиссёр               | Автор сценария                       | Дата премьеры    | Зрители в США (млн) |
| ------- | ---------- | -------------------------- | ---------------------- | ------------------------------------ | ---------------- | ------------------- |
| 1       | 1          | «Беги!» «Run»              | Марк Манден            | Джошуа Сафран                        | 27 сентября 2015 | 7,14                |
| 2       | 2          | «Америка» «America»        | Стивен Кэй             | Джошуа Сафран                        | 4 октября 2015   | 6,98                |
| 3       | 3          | «Прикрытие» «Cover»        | Дженнифер Линч         | Джордон Нардино                      | 11 октября 2015  | 5,75                |
| 4       | 4          | «Поражение» «Kill»         | Рэйчел Моррисон        | Чериен Дабис                         | 18 октября 2015  | 5,30                |
| 5       | 5          | «Обнаружена» «Found»       | Дэвид Маквиртер        | Джейк Коберн и Джастин Бреннемэн     | 25 октября 2015  | 5.10                |
| 6       | 6          | «Бог» «God»                | Питер Лето             | Бет Шактер                           | 1 ноября 2015    | 4.05                |
| 7       | 7          | «Бегите!» «Go»             | Патрик Норрис          | Логан Слактер                        | 8 ноября 2015    | 4.38                |
| 8       | 8          | «Конец» «Over»             | Джеймс Уитмор мл.      | Джастин Бреннемэн и Шарбари З. Ахмед | 15 ноября 2015   | 4.20                |
| 9       | 9          | «Виновна» «Guilty»         | Стефен Т. Кэй          | Камерон Литвак                       | 29 ноября 2015   | 4.07                |
| 10      | 10         | «Куантико» «Quantico»      | Пол Эдвардс            | Джордон Нардино                      | 6 декабря 2015   | 4.39                |
| 11      | 11         | «Внутри» «Inside»          | Тор Фройденталь        | Джошуа Сафран                        | 13 декабря 2015  | 4.56                |
| 12      | 12         | «Алекс» «Alex»             | Джэми Пэйн             | Джейк Коберн                         | 6 марта 2016     | 3.75                |
| 13      | 13         | «Понятно» «Clear»          | Джейми Барбер          | Шарбари З. Ахмед                     | 13 марта 2016    | 3.96                |
| 14      | 14         | «Отвечай» «Answer»         | Дженнифер Линч         | Бет Шактер                           | 20 марта 2016    | 3.54                |
| 15      | 15         | «Переманивание» «Turn»     | Дэвид МакУиртер        | Камерон Литвак и Логан Слактер       | 27 марта 2016    | 3.39                |
| 16      | 16         | «Улика» «Clue»             | Стив Робин             | Джастин Бреннеман                    | 3 апреля 2016    | 3.68                |
| 17      | 17         | «Всего хорошего» «Care»    | Феликс Энрикез Алькала | Логан Слактер и Браден Маркс         | 10 апреля 2016   | 3.57                |
| 18      | 18         | «Увидимся» «Soon»          | П.Дж. Пеше             | Шерин Дабис                          | 17 апреля 2016   | 3.66                |
| 19      | 19         | «Как можно быстрее» «Fast» | Дж. Миллер Тобин       | Дэн Палик                            | 24 апреля 2016   | 3.46                |
| 20      | 20         | «Выезжай» «Drive»          | Рон Андервуд           | Джейк Коберн                         | 1 мая 2016       | 3.37                |
| 21      | 21         | «Исправить» «Right»        | Холли Дэйл             | Камерон Литвак                       | 8 мая 2016       | 3.48                |
| 22      | 22         | «Да» «Yes»                 | Ларри Тенг             | Джошуа Сафран                        | 15 мая 2016      | 3.78                |

### Сезон 2 (2016-17)
| № общий | № в сезоне | Название                                              | Режиссёр            | Автор сценария                      | Дата премьеры    | Зрители в США (млн) |
| ------- | ---------- | ----------------------------------------------------- | ------------------- | ----------------------------------- | ---------------- | ------------------- |
| 23      | 1          | «Директор Эн-Эс-Эс» «Kudove»                          | Патрик Р. Норрис    | Джошуа Сафран и Логан Слактер       | 25 сентября 2016 | 3,64                |
| 24      | 2          | «Метка» «Lipstick»                                    | Патрик Р. Норрис    | Кэми Делавинье                      | 2 октября 2016   | 3,57                |
| 25      | 3          | «Прослушка» «Stescalade»                              | Дженнифер Линч      | Бет Шактер                          | 16 октября 2016  | 3,04                |
| 26      | 4          | «Допрос» «Kubark»                                     | Стив Робин          | Джордон Нардино                     | 23 октября 2016  | 2,79                |
| 27      | 5          | «Оповещение» «Kmforget»                               | Дженнифер Линч      | Камерон Литвак                      | 30 октября 2016  | 2,43                |
| 28      | 6          | «Слежка с воздуха» «Aquiline»                         | Ханель М. Кулпеппер | Джордж Замакона                     | 6 ноября 2016    | 2,20                |
| 29      | 7          | «Проверка на Полиграфе» «Lcflutter»                   | Стив Робин          | Гидеон Яго                          | 13 ноября 2016   | 2,75                |
| 30      | 8          | «Федеральное Бюро Расследований» «Odenvy»             | Реза Табризи        | Джастин Бреннеман                   | 27 ноября 2016   | 2,29                |
| 31      | 9          | «Позывной: Обольститель» «Cleopatra»                  | Гидеон Рафф         | Мариша Мукерджи                     | 23 января 2017   | 2,90                |
| 32      | 10         | «Политическая разведка» «Jmpalm»                      | Дэвид Макуиртер     | Браден Маркс                        | 30 января 2016   | 2,76                |
| 33      | 11         | «ЦРУ против дезертиров» «Zrtorch»                     | Кеннет Финк         | Логан Слактер                       | 6 февраля 2017   | 2,68                |
| 34      | 12         | «База данных А-Эн-Бэ» «Fallenoracle»                  | Ральф Хемекер       | Джордон Нардино и Джастин Бреннеман | 13 февраля 2017  | 2,43                |
| 35      | 13         | «Секретная операция АНБ» «Epicshelter»                | Константин Макрис   | Бет Шактер и Мариша Мукерджи        | 20 февраля 2017  | 2,47                |
| 36      | 14         | «Контрразведка США» «Lnwilt»                          | Норман Бакли        | Джошуа Сафран и Гидеон Яго          | 20 марта 2017    | 3,31                |
| 37      | 15         | «Вербовка журналистов для работы в ЦРУ» «Mockingbird» | Патрик Норрис       | Камерон Литвак и Кэми Делавинье     | 27 марта 2017    | 3,15                |
| 38      | 16         | «Отдел Технических Служб ЦРУ» «Mktopaz»               | Константин Макрис   | Джон Деренговски и Сара Миллер      | 3 апреля 2017    | 2,96                |
| 39      | 17         | «Правительство США» «Odyoke»                          | Стив Робин          | Джордон Нардино                     | 10 апреля 2017   | 2,57                |
| 40      | 18         | «Отдел анализа политической обстановки» «Kumonk»      | Дэвид МакУиртер     | Джастин Бреннемэн                   | 17 апреля 2017   | 2,76                |
| 41      | 19         | «Оценка негативного резонанса угрозы» «Mhorder»       | Дженнифер Линч      | Логан Слактер и Гидеон Яго          | 24 апреля 2017   | 2,59                |
| 42      | 20         | «Глобальный Охват» «GlobalReach»                      | Чериен Дабис        | Бет Шактер                          | 1 мая 2017       | 2,65                |
| 43      | 21         | «Противодействие вражеской разведке» «Rainbow»        | Патрик Норрис       | Камерон Литвак                      | 8 мая 2017       | 2,54                |
| 44      | 22         | «Сопротивление» «Resistance»                          | Джим Маккей         | Джошуа Сафран                       | 15 мая 2017      | 2,72                |

### Сезон 3 (2018)
| № общий | № в сезоне | Название                                         | Режиссёр   | Автор сценария | Дата премьеры  | Произв. код | Зрители в США (млн) |
| --- | ---------- | ------------------------------------------------ | ---------- | -------------- | -------------- | ----------- | ------------------- |
| 45 | 1          | «The Conscience Code» «Кодекс Совести»           | Неизвестно | Неизвестно     | 26 апреля 2018 | 301         | 2,66                |
| Райан и Алекс нуждаются в помощи, ведь они должны спасти близкого друга, поэтому обращаются к Оуэну и Гарри. Оуэн, в свою очередь, обращается за помощью к бывшему агенту Джослин Тернер, у которой имеется темное прошлое. Теперь этой команде предстоит работать вместе и образовать элитный отряд, выполняющий самые сложные задания. |            |                                                  |            |                |                |             |                     |
| 46 | 2          | «Fear and Flesh» «Страх и плоть»                 | Неизвестно | Неизвестно     | 3 мая 2018     | 302         | 2,15                |
| Райан Бут работает под прикрытием, пытаясь выяснить пути распространения смертельно опасного штамма. Этот вирус туберкулеза угрожает сотням тысяч мирных граждан США. Ему приходится проникнуть в секретную лабораторию, но пока Райан даже не догадывается, что от выполнения этой миссии зависит жизнь другого члена команды.          |            |                                                  |            |                |                |             |                     |
| 47 | 3          | «Hell's Gate» «Врата ада»                        | Неизвестно | Неизвестно     | 10 мая 2018    | 303         | 1,97                |
| Агентам предстоит защитить бывшего сотрудника ЦРУ и выйти на главу наркокартеля. Задание непростое и требует тщательного планирования. В опасности жизнь каждого члена команды. Только от слаженных действий всех участников зависит успех миссии.                                                                                       |            |                                                  |            |                |                |             |                     |
| 48 | 4          | «Spy Games» «Шпионские игры»                     | Неизвестно | Неизвестно     | 25 мая 2018    | 304         | 2.62                |
| После убийства эмира Алекс и Маккуиг должны защищать принца от возможного покушения. Следователи берутся за дело. Спустя некоторое время команда понимает, что убийца, возможно, гораздо ближе, чем они думают. Фатальная ошибка ставит под угрозу много жизней.                                                                         |            |                                                  |            |                |                |             |                     |
| 49 | 5          | «The Blood of Romeo» «Кровь Ромео»               | Неизвестно | Неизвестно     | 1 июня 2018    | 305         | 2,99                |
| Профессор физики одного из американских университетов похищает радиоактивный уран, разработанный для применения в военной сфере. Команда немедленно отправляется на поиски беглеца, чтобы помешать использовать оружие на предстоящем международном саммите в Нью-Йорке.                                                                 |            |                                                  |            |                |                |             |                     |
| 50 | 6          | «Heaven's Fall» «Падение небес»                  | Неизвестно | Неизвестно     | 15 июня 2018   | 306         | 2,56                |
| Джослин сталкивается с человеком, который когда-то навсегда изменил ее жизнь, взорвав бомбу. Команда работает над спецоперацией по его поимке, но сталкивается с рядом трудностей. Не все члены группы захвата выходят из переделки живыми.                                                                                              |            |                                                  |            |                |                |             |                     |
| 51 | 7          | «Bullet Train» «Скоростной поезд»                | Неизвестно | Неизвестно     | 22 июня 2018   | 307         | 2,41                |
| Команда защищает ученого, разработавшего смертельную технологию, которая в чужих руках может привести к разрушительным последствиям для всего человечества. Тем временем Райан и Шелби натыкаются на что-то очень личное для Алекс. |            |                                                  |            |                |                |             |                     |
| 52 | 8          | «Deep Cover» «Прикрытие»                         | Неизвестно | Неизвестно     | 29 июня 2018   | 308         | 2,71                |
| Алекс с американским военным подрядчиком, который считает, что заключил опасную сделку с другой страной, находятся под прикрытием. Жизни Алекс угрожает реальная опасность. |            |                                                  |            |                |                |             |                     |
| 53 | 9          | «Fear Feargach» «Страх, страх»                   | Неизвестно | Неизвестно     | 6 июля 2018    | 309         | 2,76                |
| Жизни участников команды находятся в опасности, когда ребята берутся за защиту Шелби. Появление человека из ее прошлого приводит к смертельным последствиям. |            |                                                  |            |                |                |             |                     |
| 54 | 10         | «No Place Is Home» «Вечно без крыши над головой» | Неизвестно | Неизвестно     | 13 июля 2018   | 310         | 2,68                |
| Оуэн и Маккуиг получают душераздирающие известия о членах семьи. Команду переводят на наивысшую степень готовности, а ее члены понимают, что опасность грозит отовсюду. |            |                                                  |            |                |                |             |                     |
| 55 | 11         | «The Art of War» «Искусство войны»               | Неизвестно | Неизвестно     | 20 июля 2018   | 311         | 2,64                |
| Конором Девлином руководит жажда мести, когда он возвращается в родную Ирландию, и строит дальнейшие планы. Тем временем вся команда неосознанно становится пешкой в его руках. |            |                                                  |            |                |                |             |                     |
| 56 | 12         | «Ghosts» «Призраки»                              | Неизвестно | Неизвестно     | 27 июля 2018   | 312         | 2,66                |
| Конор Девлин продолжает мстить, когда кто-то из прошлого Алекса возвращается в ее жизнь. Конор, запутавшаяся в себе еще больше, пытается совладать с призраками прошлого, однако это не так просто, как кажется на первый взгляд. |            |                                                  |            |                |                |             |                     |
| 57 | 13         | «Who Are You?» «Кто ты?»                         | Неизвестно | Неизвестно     | 3 августа 2018 | 313         | 2,66                |
| Команда находится в Ирландии, продолжая операцию по поимке Конора. Когда же они, наконец, сталкиваются с Девлином, начинается противостояние, из которого не все участники выходят живыми. Алекс принимает жизненно важное решение, которое изменит будущее.                                                                             |            |                                                  |            |                |                |             |                     |

## Производство

### Разработка
17 сентября 2014 года, было объявлено, что ABC купил оригинальную концепцию драмы у Марка Гордона и сценариста Джошуа Сафрана. Проект, производства ABC Studios и Mark Gordon Co., описывался как смесь «Анатомия страсти» (где Гордон является одним из исполнительных продюсеров) с «Родина». 23 января 2015 года канал заказал съемки пилотного эпизода для сезона 2015-16 годов. Съёмки пилотного эпизода проходили в марте 2015 года в Атланте, штат Джорджия, а его режиссёром выступил Марк Манден. 7 мая 2015 года канал утвердил пилот и заказал съемки первого сезона. Позже съемки были перенесены в Канаду, в Шатоге, Монреаль.

### Кастинг
Объявления о подборе актёров начались в феврале 2015 года. 9 февраля Тейт Эллингтон стал первым актёром, утверждённым на участие в проекте, играя роль одного из новобранцев, гея и хипстера из Бруклина. 20 февраля Грэм Роджерс присоединился к проекту в роли, красивого, но сложного в работе новобранца. 25 февраля было объявлено, что Онжаню Эллис будет играть ведущую роль директора Куантико Миранды Шоу, чрезвычайно профессиональной и жесткой в работе, благодаря чему и ставшей первой женщиной-главой базы. Эллис была нанята на ведущую роль после успеха ABC с сериалами «Скандал» и «Как избежать наказания за убийство», которые расширили возможности для афроамериканских актрис играть главные роли на телевидении. Вслед за Эллис было объявлено, что Дугрей Скотт подписался играть специального агента, который был бывшим партнёром Миранды, а ныне является её подчиненным. На следующий день было объявлено, что звезда Болливуда Приянка Чопра будет играть новобранца, которая начинает роман со своим коллегой. 3 марта Джейк Маклафлин был утвержден на роль любовного интереса для героини Чопры, тогда как Джоанна Брэдди и Ясмин Эл Массри присоединились в двух других ролях к пилоту.
После майских апфронтов ABC решил произвести небольшие изменения в актёрском составе и заменить Дугрея Скотта, сыгравшего агента Лиама О’Коннора в пилотном эпизоде на другого актёра. В июле было объявлено, что роль взял на себя Джош Хопкинс. Также в июле было объявлено, что Анабелль Акоста присоединилась к сериалу во второстепенной роли на несколько эпизодов. В начале сентября было объявлено, что её роль будет расширена, вследствие того, что актриса была повышена до регулярного состава. 20 июля Рик Коснетт присоединился к шоу во второстепенной роли аналитика Миранды и открытого гея. В ноябре к актёрскому составу присоединилась Марсия Кросс во второстепенной роли сенатора и кандидата вице-президенты США.
Хопкинс, Эллингтон и Акоста покинули сериал после первого сезона, так как их персонажи были убиты. Для второго сезона к сериалу тем временем присоединился Рассел Тови, о чём было объявлено в июне 2016 года. В июле Блэр Андервуд также присоединился к сезону в основной роли.

### Трансляция
В мае 2015 года было объявлено, что сериал будет транслироваться по вторникам в десятичасовом тайм-слоте после шоу «Агенты «Щ.И.Т.»». 2 июня было объявлено, что сериал переместился в осеннем расписании на десять вечера воскресенья, сменив ранее заявленную фэнтези-мыльную оперу «Цари и пророки». Таким образом сериал будет выходить после новой прайм-тайм мыльной оперы «Кровь и нефть».